# Anopheles harrisoni
Anopheles harrisoni är en tvåvingeart som beskrevs av Ralph E. Harbach och Manguin 2007. Anopheles harrisoni ingår i släktet Anopheles och familjen stickmyggor. Inga underarter finns listade i Catalogue of Life.